# Nederweert (gemeente)

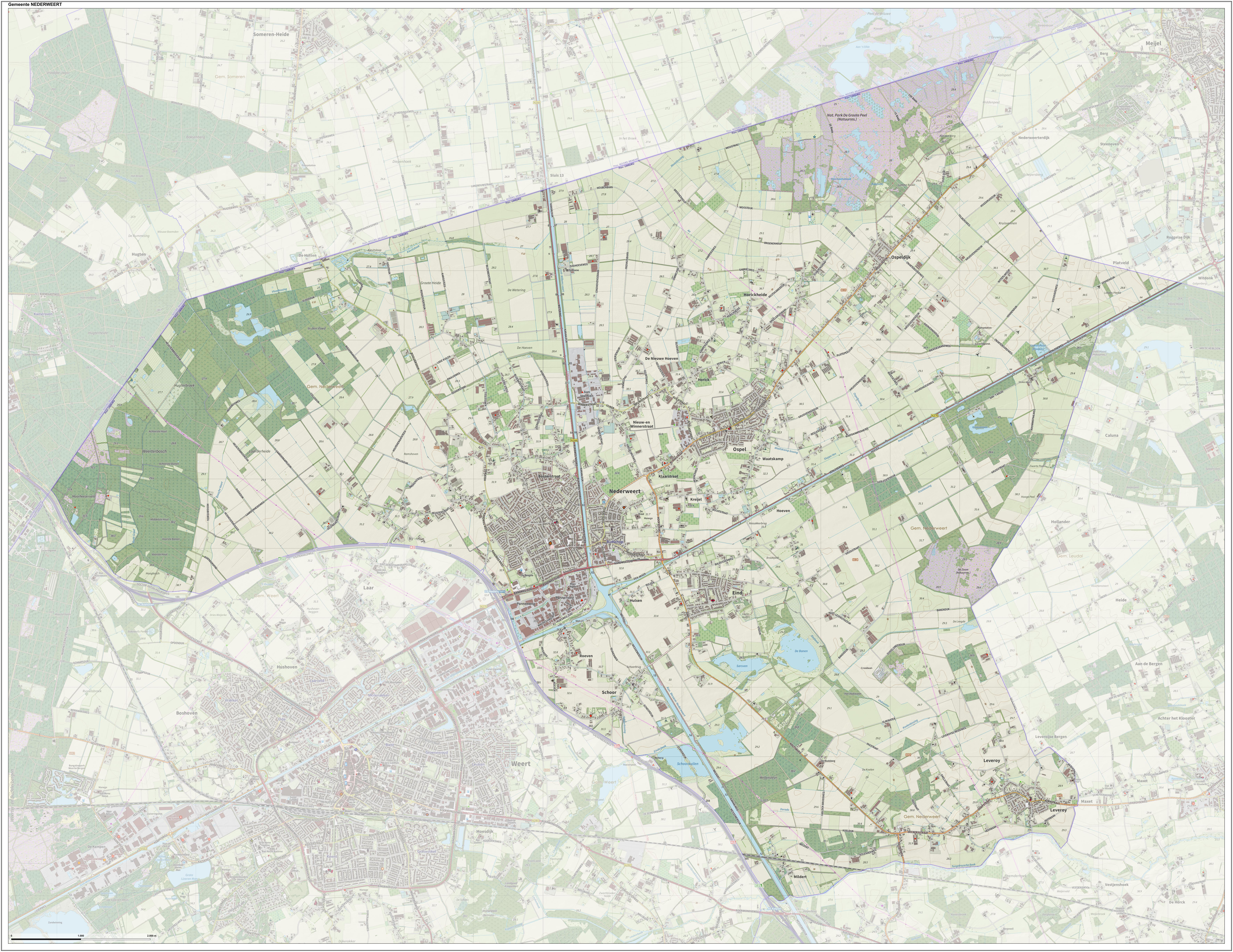
Topografische gemeentekaart van Nederweert

Nederweert (uitspraakⓘ) (Limburgs: Ni-jwieërt) is een gemeente in de Nederlandse provincie Limburg. De gemeente ligt in de streek Midden-Limburg, telt 17.492 inwoners (22 november 2024) en heeft een oppervlakte van 101,78 km² (waarvan 2,10 km² water).
In de gemeente liggen naast het gelijknamige dorp Nederweert ook nog de dorpen Ospel, Ospeldijk, Nederweert-Eind en Leveroy. De gemeente Nederweert wordt doorsneden door drie kanalen: de Zuid-Willemsvaart, de Noordervaart en het kanaal Wessem-Nederweert. In het uitgestrekte buitengebied van Nederweert bevindt naast een aantal buurtschappen en gehuchten ook een drietal grote natuurgebieden: het Nationaal Park De Groote Peel, het Weerterbos en het vennengebied Sarsven en De Banen.

## Naam
Nederweert heette oorspronkelijk Meervelt (Meerfelt, Merefelt), hetgeen betekent 'veld omgeven door waterplassen', een typering van de plaatselijke terreingesteldheid. Later werd het Weert van den nedersten eynde. Dit laatste is verkort tot 'Nederweert'. Dit als onderscheid met het naburige Weert, dat als Weert van de oversten eynde (ook wel Overweert) werd aangeduid.

## Geschiedenis
Nederweert was oorspronkelijk verbonden aan de schepenbank van Weert. Ergens in het begin van de 14e eeuw werd Nederweert van Weert afgescheiden. In 1419 werd voor het eerst melding gemaakt van een eigen schepenbank en heerlijkheid.
In de middeleeuwen behoorde Nederweert in kerkelijk opzicht tot het prinsbisdom Luik, een onderdeel van het Heilige Roomse Rijk. De heerlijkheid is in de zestiende eeuw bezit geweest van het de graven van Horn, die heer van Weert, Nederweert en Wessem waren. Ze vormden echter geen onderdeel van het  graafschap Horn, dat feitelijk een zelfstandig ministaatje was. Nadat de laatste graaf van Horn, Filips van Montmorency, in 1568 werd onthoofd, werd Nederweert weer opgenomen in de Spaanse Nederlanden die inmiddels onder het gezag gekomen van koning Filips II van Spanje. Ook na de Vrede van Münster in 1648 bleef Nederweert bij het Spaanse rijk. In 1703, tijdens de Spaanse Successieoorlog, werd de heerlijkheid door de Republiek der Zeven Verenigde Nederlanden in bezit genomen. Bij de vrede van Utrecht in 1713 werd Nederweert toegekend aan de Oostenrijkse Nederlanden. Na de Franse Revolutie werden de Oostenrijkse Nederlanden in 1794 veroverd door de Eerste Franse Republiek. Eén jaar later werd de heerlijkheid Nederweert als bestuurlijke eenheid afgeschaft en vervangen door de gemeente Nederweert. Deze gemeente werd ingedeeld bij het nieuwe Franse departement Nedermaas. Aan het begin van de negentiende eeuw telde de gemeente Nederweert 3688 inwoners. Na de val van de Franse keizer Napoleon Bonaparte werd de gemeente in 1815 ingedeeld bij Limburg, een provincie in het Verenigd Koninkrijk der Nederlanden.
Tijdens de Belgische Revolutie in 1830 koos Nederweert de kant van België. Toch werd de gemeente in 1839, na de erkenning van België door de Nederlandse koning Willem I, ingedeeld bij Nederland. Dit gebeurde onder veel protest van de inwoners. In de 19e eeuw werd om de wateroverlast in het gebied te beteugelen het waterschap Het Land van Weert opgericht.
De gemeente liep oorlogsschade op tijdens de Tweede Wereldoorlog. Op 21 september 1944 werd het westelijke deel van de gemeente met het dorp Nederweert bevrijd, maar tot 14 november lag de frontlinie langs de Zuid-Willemsvaart en het kanaal Wessem-Nederweert. De kerk van Ospel werd op 27 september vernietigd door Duitse troepen. Vervolgens werd op 15 november ook de kerk van Leveroy opgeblazen. Pas in de jaren 50 konden beide kerken weer in ere hersteld worden. In de tweede helft van de twintigste eeuw nam de bevolking in snel tempo toe, mede door de bouw van nieuwe woonwijken bij het dorp Nederweert en het gehucht Budschop.

## Geografie

### Topografie
De gemeente Nederweert telt vijf kerkdorpen: Nederweert, Ospel, Ospeldijk, Nederweert-Eind en Leveroy. Daarnaast zijn er een groot aantal buurtschappen en gehuchten. Centraal in de gemeente, westelijk van de Zuid-Willemsvaart, ligt het dorp Nederweert met ongeveer 6800 inwoners. Direct ten noorden van het dorp liggen enkele kleine buurtschappen, waaronder Boeket, Strateris en Bosserstraat. Aan de overzijde van de Zuid-Willemsvaart ligt het gehucht Budschop, dat in de tweede helft van de twintigste eeuw is uitgegroeid tot een woonwijk met 1500 inwoners. Twee kilometer ten noordoosten van Nederweert ligt het naburige dorp Ospel met 4036 inwoners. Dit dorp wordt omringd door enkele buurtschappen, te weten Waatskamp, Kreijel, Klaarstraat, Nieuw- en Winnerstraat, De Nieuwe Hoeven, Horick en Horickheide. Zuidoostelijk van het dorp Nederweert, net ten zuiden van de Noordervaart, ligt het dorp Nederweert-Eind, dat 1300 inwoners telt. Ten zuiden van Nederweert liggen de buurtschappen Schoor en Roeven ingeklemd tussen de Zuid-Willemsvaart, het Kanaal Wessem-Nederweert en de rijksweg A2. In het zuidelijke uiteinde van de gemeente ligt het dorp Leveroy met 900 inwoners.
De gemeente Nederweert grenst aan drie Limburgse gemeenten en drie Brabantse gemeenten. In het zuidwesten vormt de rijksweg A2 de grens met de gemeente Weert. In het zuiden loopt de grens met de gemeente Leudal via de Tungelroyse Beek om het dorp Leveroy heen. Vervolgens loopt de grens met de gemeente Leudal langs het oostelijke buitengebied van Nederweert tot aan de gemeente Peel en Maas. In het noorden grenst de gemeente Nederweert met een kaarsrechte lijn aan de gemeenten Cranendonck, Someren en Asten. Deze lijn vormt tevens de provinciegrens tussen Limburg en Noord-Brabant.

### Wateren
Het dorp Nederweert is gelegen aan een driesprong van kanalen: de Zuid-Willemsvaart, de Noordervaart en het kanaal Wessem-Nederweert komen elkaar vlak bij de plaats Nederweert tegen. In 1808 begon men ook nog met de aanleg van een vierde kanaal tussen Lozen en 's-Hertogenbosch. Echter verder dan Beringe is men niet gekomen. Later is het kanaal opgenomen in de Zuid-Willemsvaart. De kanalen zorgden in vroegere tijden voor de afvoer van de turf uit de Peel. Van oudsher (1826) waren deze kanalen de verbinding tussen Maastricht en 's-Hertogenbosch.

### Natuurgebieden

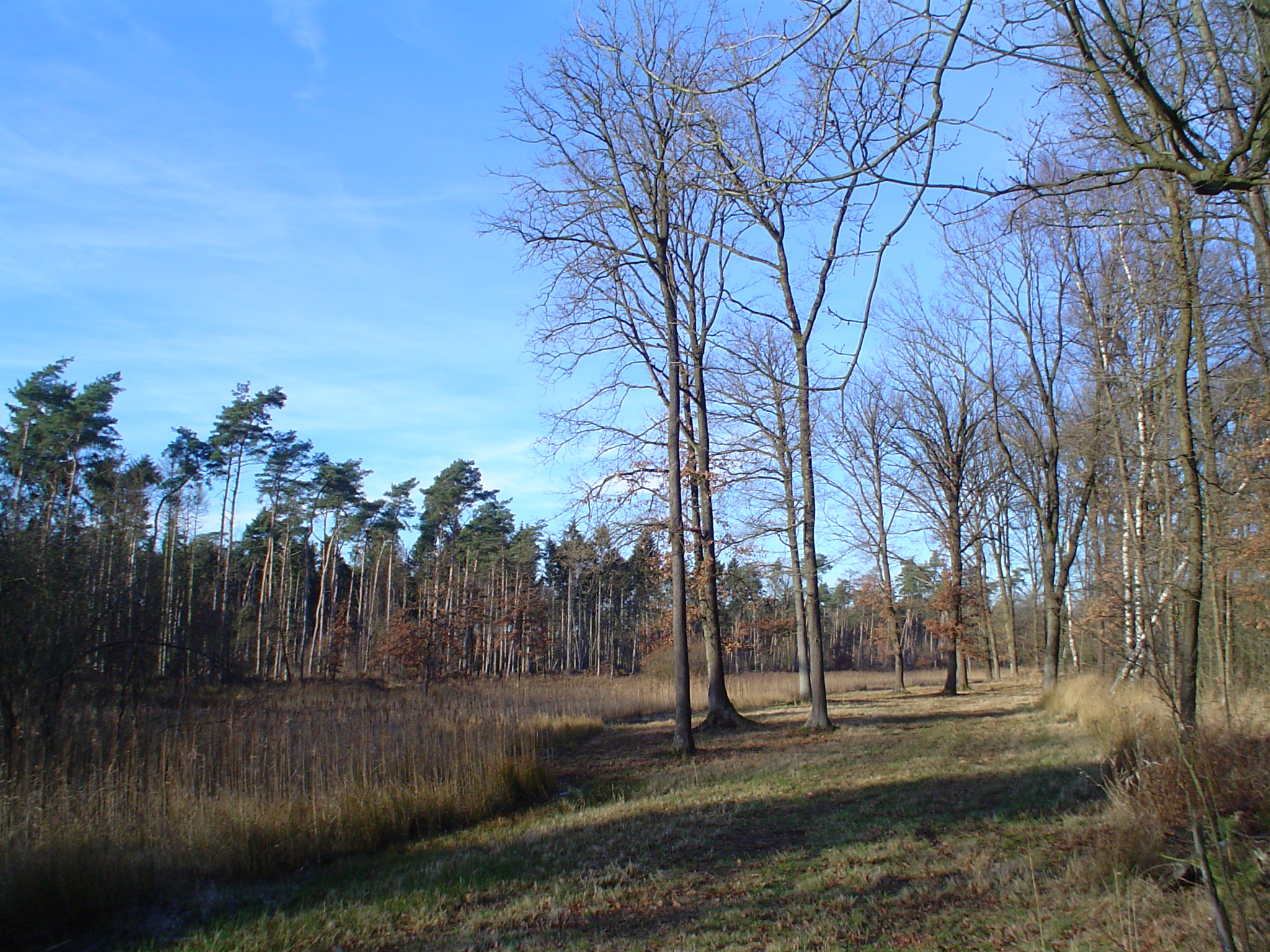
Een ven in het Weerterbos

De voor Nederlandse begrippen dunbevolkte gemeente Nederweert biedt veel ruimte aan natuur en landschap. Een aanzienlijk deel van het Nationaal Park De Groote Peel bevindt zich op het grondgebied van de gemeente Nederweert. Dit hoogveengebied bevat een afwisselend landschap van veenmoeras, vennen en heide. Daarnaast bevat de gemeente Nederweert nog twee grote natuurgebieden: het Weerterbos en het vennengebied Sarsven en De Banen. Beide gebieden vallen onder de zogenaamde Habitatrichtlijn, wat wil zeggen dat de habitats van bepaalde planten en dieren in deze gebieden beschermd dienen te worden.
Het Weerterbos ligt in het noordwesten van de gemeente Nederweert en sluit aan op het in Noord-Brabant gelegen bosgebied Hugterheide. Kenmerkend voor het gebied zijn de vele rabatten: een stelsel van greppels die in het verleden voor de bosbouw zijn aangelegd. Sinds 1969 koopt stichting Het Limburgs Landschap terrein aan in het Weerterbos. In 2008 heeft deze stichting hier een oppervlak van 615 hectare in beheer. Centraal in het Weerterbos is een uitkijktoren geplaatst, waarmee de in het gebied uitgezette edelherten kunnen worden geobserveerd.
Het Sarsven en de Banen is een vennengebied nabij het dorp Nederweert-Eind. Het Limburgs Landschap heeft hier 173 hectare in beheer. Het gebied bevat drie vennen: het Sarsven, De Banen en de Schoorkuilen, met daarnaast verlandingszones, bossen en graslanden.

## Politiek en bestuur

### Structuur
| Nederweert       | Nederweert       | Supranationaal         | Nationaal            | Nationaal            | Provincie            | Waterschap         | Arrondissement               | COROP-Gebied   | Gemeente        |
| ---------------- | ---------------- | ---------------------- | -------------------- | -------------------- | -------------------- | ------------------ | ---------------------------- | -------------- | --------------- |
| Administratief   | Niveau           | Europese Unie          | Nederland            | Nederland            | Limburg              | Limburg            | Limburg                      | Midden-Limburg | Nederweert      |
| Administratief   | Bestuur          | Europese Commissie     | Nederlandse regering | Nederlandse regering | Gedeputeerde staten  | Dagelijks Bestuur  | Rechtbank Limburg            | -              | College van B&W |
| Administratief   | Raad             | Europees Parlement     | Eerste Kamer         | Tweede Kamer         | Provinciale staten   | Algemeen Bestuur   | Gerechtshof 's-Hertogenbosch | -              | Gemeenteraad    |
| Kiesomschrijving | Kiesomschrijving | Kiesdistrict Nederland | Provincie Limburg    | Kieskring Maastricht | Kieskring Maastricht | Waterschap Limburg | -                            | -              | Nederweert      |
| Verkiezing       | Verkiezing       | Europese               | Eerstekamer-         | Tweedekamer-         | Provinciale staten-  | Waterschaps-       | -                            | -              | Gemeenteraads-  |

### College van burgemeester en wethouders
Het college van burgemeester en wethouders voor de periode 2022-2026 wordt gevormd door een coalitie van CDA, JAN en VVD.
De voorzitter van het college van B&W is burgemeester:
- B. (Birgit) Op de Laak (PvdA)

De wethouders zijn:
- Carla Dieteren (JAN)
- Robert Meessen (sinds 2023, opvolger van Robert ten Kate, CDA)
- Jorik Franssen (tijdelijk vervangen door Teun Heldens, VVD)

### Gemeenteraad
De huidige Nederweertse gemeenteraad werd verkozen bij de gemeenteraadsverkiezingen van 16 maart 2022.
| Gemeenteraadszetels | Gemeenteraadszetels | Gemeenteraadszetels | Gemeenteraadszetels | Gemeenteraadszetels | Gemeenteraadszetels | Gemeenteraadszetels | Gemeenteraadszetels | Gemeenteraadszetels | Gemeenteraadszetels | Gemeenteraadszetels | Gemeenteraadszetels |
| Partij              | 1982                | 1986                | 1990                | 1994                | 1998                | 2002                | 2006                | 2010                | 2014                | 2018                | 2022                |
| ------------------- | ------------------- | ------------------- | ------------------- | ------------------- | ------------------- | ------------------- | ------------------- | ------------------- | ------------------- | ------------------- | ------------------- |
| CDA                 | 9                   | 8                   | 9                   | 8                   | 8                   | 8                   | 6                   | 6                   | 8                   | 6                   | 6                   |
| JAN                 | 4                   | 3                   | 5                   | 4                   | 4                   | 4                   | 5                   | 5                   | 5                   | 5                   | 4                   |
| D66                 | -                   | -                   | -                   | 1                   | -                   | -                   | -                   | -                   | -                   | 2                   | 2                   |
| Nederweert Anders   | -                   | -                   | -                   | -                   | -                   | -                   | -                   | -                   | -                   | 3                   | 2                   |
| VVD                 | -                   | 1                   | 1                   | 2                   | 2                   | 2                   | 3                   | 3                   | 2                   | 1                   | 2                   |
| GroenLinks          | -                   | -                   | -                   | -                   | -                   | -                   | -                   | -                   | -                   | -                   | 1                   |
| PvdA                | 2                   | 3                   | 2                   | 2                   | 3                   | 3                   | 3                   | 3                   | 2                   | -                   | -                   |
| Totaal              | 15                  | 15                  | 17                  | 17                  | 17                  | 17                  | 17                  | 17                  | 17                  | 17                  | 17                  |
| Opkomst             | 76,6%               | 78,2%               | 67,7%               | 76,6%               | 72,0%               | 66,1%               | 66,5%               | 58,5%               | 58,2%               | 59,6%               | 54,4%               |

- De PvdA is bij de gemeenteraadsverkiezingen van 2018 opgegaan in de nieuwe politieke partij Nederweert Anders.

### Symboliek
Het huidige gemeentewapen van Nederweert (anno 2009) werd geïntroduceerd in januari 1919.
De officiële omschrijving luidt: Doorsneden van azuur en sinopel met eenen golvenden dwarsbalk van zilver; het schild gedekt met eene gouden kroon van drie bladeren en twee parelpunten. De kleuren op het schild symboliseren de geografische kenmerken van de gemeente. De huidige vlag van Nederweert werd per raadsbesluit in augustus 1973 officieel vastgelegd. Het ontwerp van de vlag is gebaseerd op het gemeentewapen.

## Cultuur

### Bezienswaardigheden

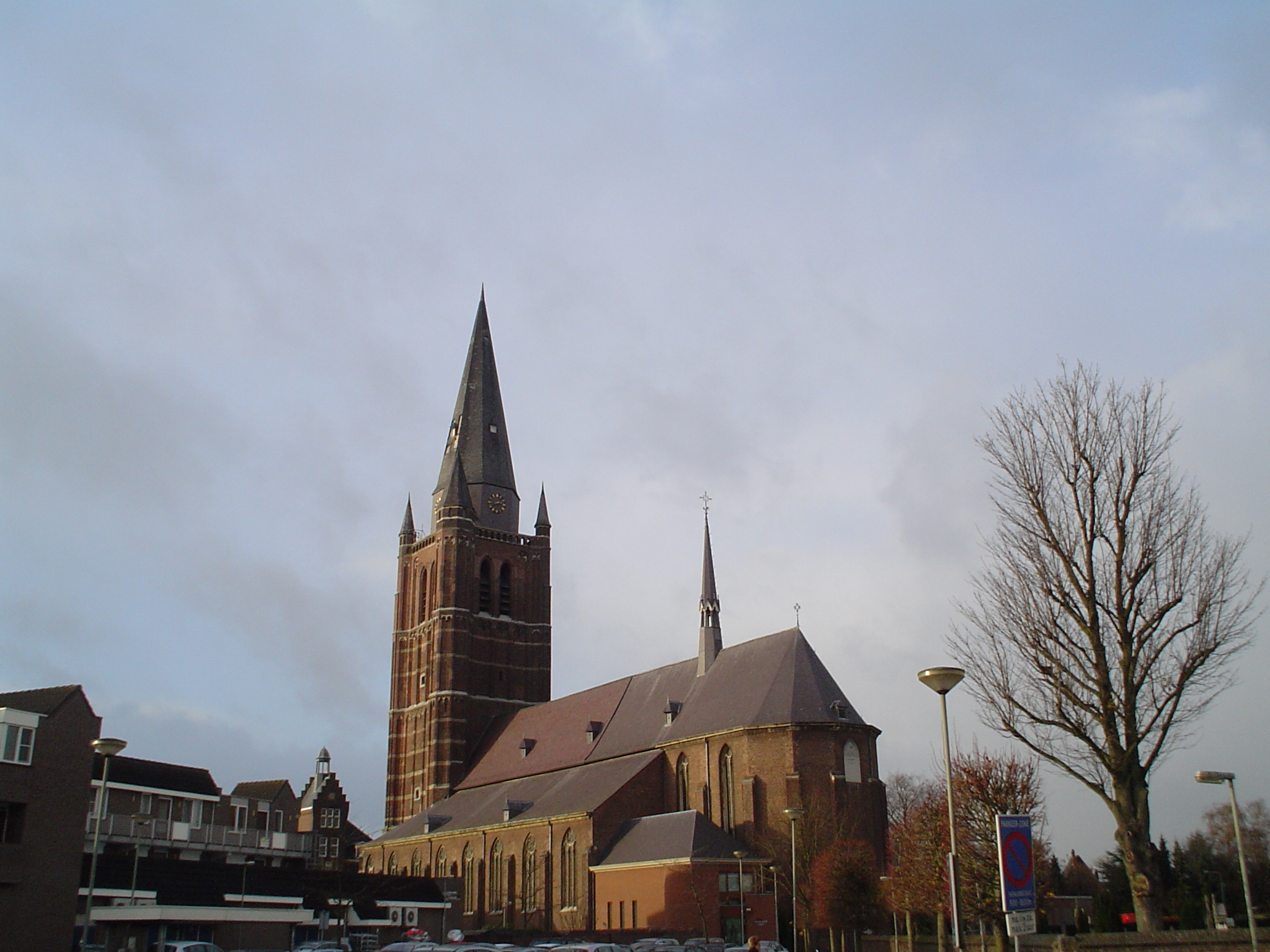
De Sint-Lambertuskerk

De invloed van het rooms-katholicisme in de gemeente Nederweert is nog duidelijk zichtbaar in de vorm van vele kerkgebouwen. Elk van de vier dorpen in de gemeente is voorzien van een eigen kerk.
Naast de vier kerkdorpen hebben de wijk Budschop en de buurtschap Schoor een kleine zaalkerk. Ten slotte staat in de buurtschap Boeket een kapel uit 1992 en in de buurtschap Klaarstraat de kapel van Onze Lieve Vrouw van Altijddurende Bijstand uit 1907.
De Sint-Lambertuskerk in het dorp Nederweert is gebouwd in Brabantse gotiek. Dankzij de hoge kerktoren, die voorzien is van een spits met flankerende torentjes, is deze kerk van ver buiten het dorp zichtbaar. De eerste steen van deze toren werd gelegd op 13 juli 1467. In 1607 moest de kerk worden herbouwd, nadat deze door een blikseminslag was verwoest. Het schip werd in 1841 vergroot en voorzien van twee zijbeuken.
De registers van doop (vanaf 1569), trouw (vanaf 1632) en overlijden (vanaf 1647) van Nederweert zijn ondergebracht in het Rijksarchief in Maastricht. De neogotische kerk O.L. Vrouw Onbevlekt Ontvangen in Ospel dateert uit 1866-1867 en werd ontworpen door P.J.H. Cuypers. De torenspits werd op 27 september 1944 door een Duitse eenheid vernietigd en in 1954 hersteld. In de buurtschap Schoor staat de kerk O.L. Vrouw van Lourdes. Deze kerk bestaat uit een neogotische kapel uit 1916, die in 1951 en 1958 werd uitgebouwd tot de huidige zaalkerk. In de oorspronkelijke kapel, die nu als ingang dient, bevindt zich een kleine Lourdesgrot.
In het Weerterbos, tegen de provinciegrens met Noord-Brabant aan, ligt het grenskerkmonument. Deze openluchtkerk werd gesticht rond 1649, toen het katholieke geloof uit de Republiek der Zeven Verenigde Nederlanden werd verbannen. Katholieke inwoners van de toenmalige Meierij van 's-Hertogenbosch konden bij deze grenskerk hun geloof belijden, aangezien deze direct over de grens lag in Spaans Opper Gelre. Na 1672 raakte de grenskerk buiten gebruik. Ter herinnering is in de twintigste eeuw het huidige grenskerkmonument gebouwd. Sinds 1981 heeft stichting Het Limburgs Landschap dit monument in bezit.
In het dorp Nederweert ligt een erebegraafplaats voor 363 geallieerde militairen, waaronder 317 Britten. Deze militairen zijn allen gesneuveld tijdens de Tweede Wereldoorlog, nadat bij de bevrijding van Nederweert op 21 september 1944 het dorp nabij de frontlinie kwam te liggen. Pas op 14 november trok het Britse leger over de Zuid-Willemsvaart en het kanaal Wessem-Nederweert en konden de gevallen militairen op het ereveld worden begraven. Bij de graven staat een groot kruis van Portlandsteen met een bronzen zwaard.

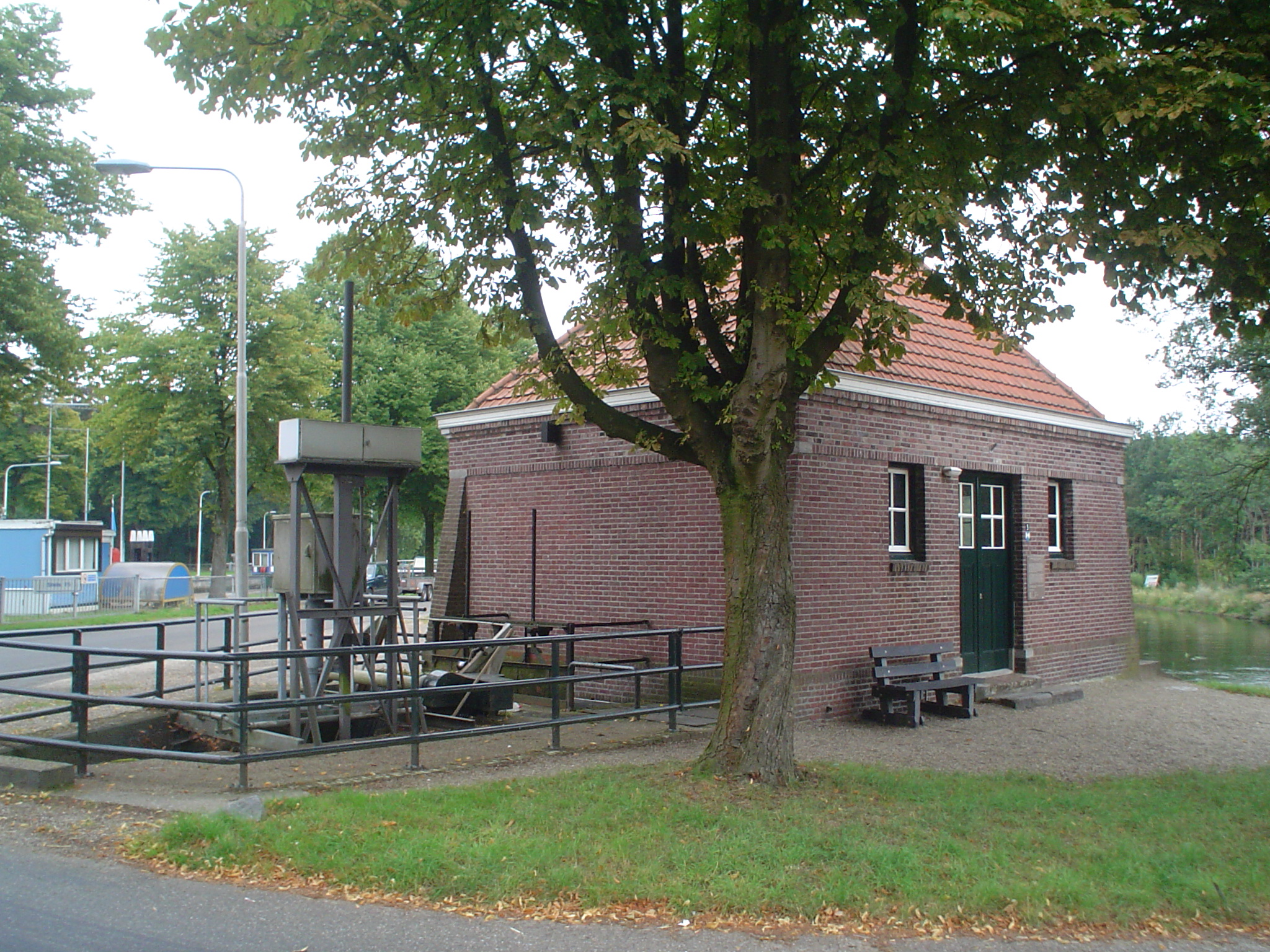
Waterkrachtcentrale Roeven

In de gemeente staan drie windmolens. Aan de Korenbloemstraat in Ospel staat de Korenbloem, een korenmolen uit 1870. Deze molen is van het type beltmolen. In 1948 werd de Korenbloem buiten bedrijf genomen. Nadat de molen was aangekocht door de gemeente werd deze in 1990 gerestaureerd. Er wordt op vrijwillige basis graan gemalen. Even buiten Ospel, bij de buurtschap Kreijel, staat de korenmolen Sint-Joseph. Deze molen stamt uit 1840 en is eveneens van het type beltmolen. Tot 1970 is de molen in gebruik geweest. In 1979 werd de Sint-Joseph gerestaureerd.
Bij de buurtschap Roeven staat de korenmolen Windlust. Deze beltmolen werd gebouwd in 1872. Op 5 oktober 1944 werd de Windlust door Duitse troepen zwaar beschadigd, waarna in 1947 het gehele binnenwerk uit de molen werd verwijderd. Na een grondige restauratie in 1993 is de molen weer maalvaardig. Bij Roeven bevindt zich ook de waterkrachtcentrale Roeven. Dit industriële erfgoed uit 1917 wordt gevoed door water uit de Zuid-Willemsvaart. De waterkrachtcentrale werd in 1958 stilgelegd. Na een restauratie in 1993 wekt de centrale nu groene stroom op. De in de centrale aanwezige Francisturbine levert een vermogen van 35 kW op.

### Musea
Het Limburgs Openluchtmuseum Eynderhoof is een openluchtmuseum in Nederweert-Eind. Het museum werd in 1990 opgericht en geeft een indruk van het leven in de Peel omstreeks 1900. Onder de gebouwen op het museumterrein bevinden zich een zagerij, een smederij, een bakhuis, een herberg en een imkerij.

### Carnaval
Bij de cultuur van Nederweert hoort de Vastelaovendj (carnaval). In de gemeente zijn een aantal carnavalsverenigingen. De inwoners van Nederweert worden tijdens carnaval "Pinmaekers" genoemd, de inwoners van de andere dorpen Vlikkestaekers (Ospel), Piepkukes (Nederweert-Eind) en de Losbölle (Leveroy). Compleet met Prins Carnaval, Raad van Elf, bonte avonden en optochten.
De carnavalsverenigingen in de gemeente Nederweert zijn:
- Nederweert: VV de Pinmaekers (1975)
- Nederweert-West: CV de Bengels (1973)
- Ospel: VV de Vlikkestaekers (1971)
- Nederweert-Eind: KV de Piepkukes, kinderen: JKV de Krielkes (1969)
- Leveroy: VV de Losböl (1958)

### Dialect
Het Nederweerter dialect behoort tot de Weerterlandse (Centraal-Limburgse) taal. De schrijfwijze van de plaatsnaam was lang onduidelijk, tot in 2017 als gevolg van een publieksactie een bijeenkomst werd belegd met de Heemkundevereniging Nederweert, Veldeke kring Weert en de gemeente Nederweert om tot een eenduidige naamgeving te komen. Het besluit om tot de schrijfwijze "Ni-jwieërt" te komen werd op 7 september 2017 genomen. De gemeente heeft zich met de ondertekening van een convenant verplicht deze schrijfwijze te respecteren en te hanteren. Alle komborden zullen voortaan voorzien zijn van de naam in het Nederlands en in het dialect. Dat geldt overigens ook voor de gemeentelijke plaatsnaamborden van de andere kerkdorpen van Nederweert; 'd Indj, Doospel, Leivere, d'n Diêk.

## Verkeer en vervoer

### Wegverkeer
Het dorp Nederweert ligt langs de rijksweg A2 nabij afrit 39. Deze afrit sluit aan op de N275, de provinciale weg die Weert met Venlo verbindt. Waar de N275 met een brug over de Zuid-Willemsvaart gaat, ligt de aansluiting op de N266. Deze provinciale weg loopt vanuit Nederweert naar het noorden en sluit bij Someren aan op de rijksweg A67.

### Spoorwegen
In de gemeente liggen geen treinstations. Wel loopt in het uiterste zuiden, nabij de buurtschap Mildert, de spoorlijn Budel - Vlodrop (onderdeel van IJzeren Rijn) (1879) over het grondgebied van de gemeente Nederweert.

## Bekende Nederweertenaren

### Geboren in Nederweert
- Martijn Crins, cabaretier; winnaar Cameretten 2009
- Marie Kessels (1954), schrijfster en dichteres
- Joep Kluskens (2002), voetballer
- Peter Terium, voormalig topman Essent, RWE en Innogy

### Woonachtig in Nederweert
- Henk Evers (Heythuysen 1953), van 2006 tot 2019 burgemeester van Nederweert (PvdA)
- Hubert Mackus, voormalig gedeputeerde (CDA)
- Johan Veugelers (Weert 1987), accordeonist

## Monumenten
In de gemeente zijn er een aantal rijksmonumenten en oorlogsmonumenten, zie:
- Lijst van rijksmonumenten in Nederweert
- Lijst van gemeentelijke monumenten in Nederweert
- Lijst van oorlogsmonumenten in Nederweert

## Galerij

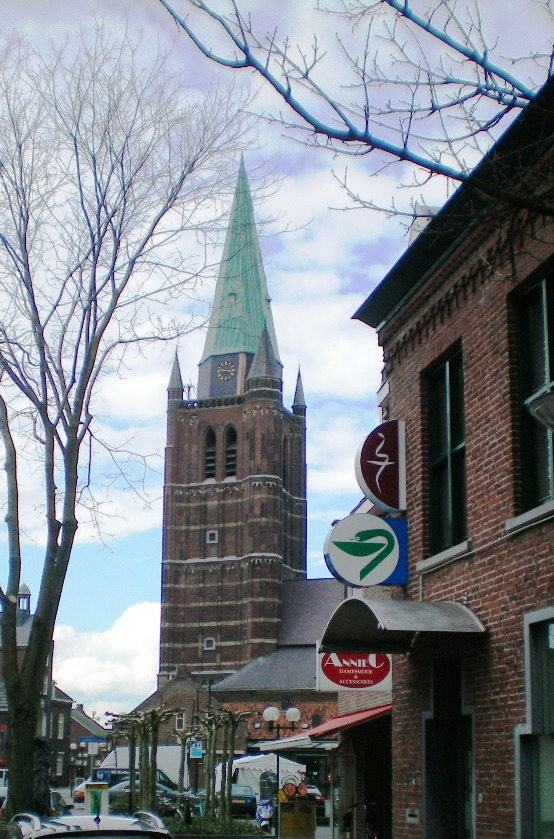
Het centrum van Nederweert ten tijde van een renovatie van de Sint-Lambertuskerk.
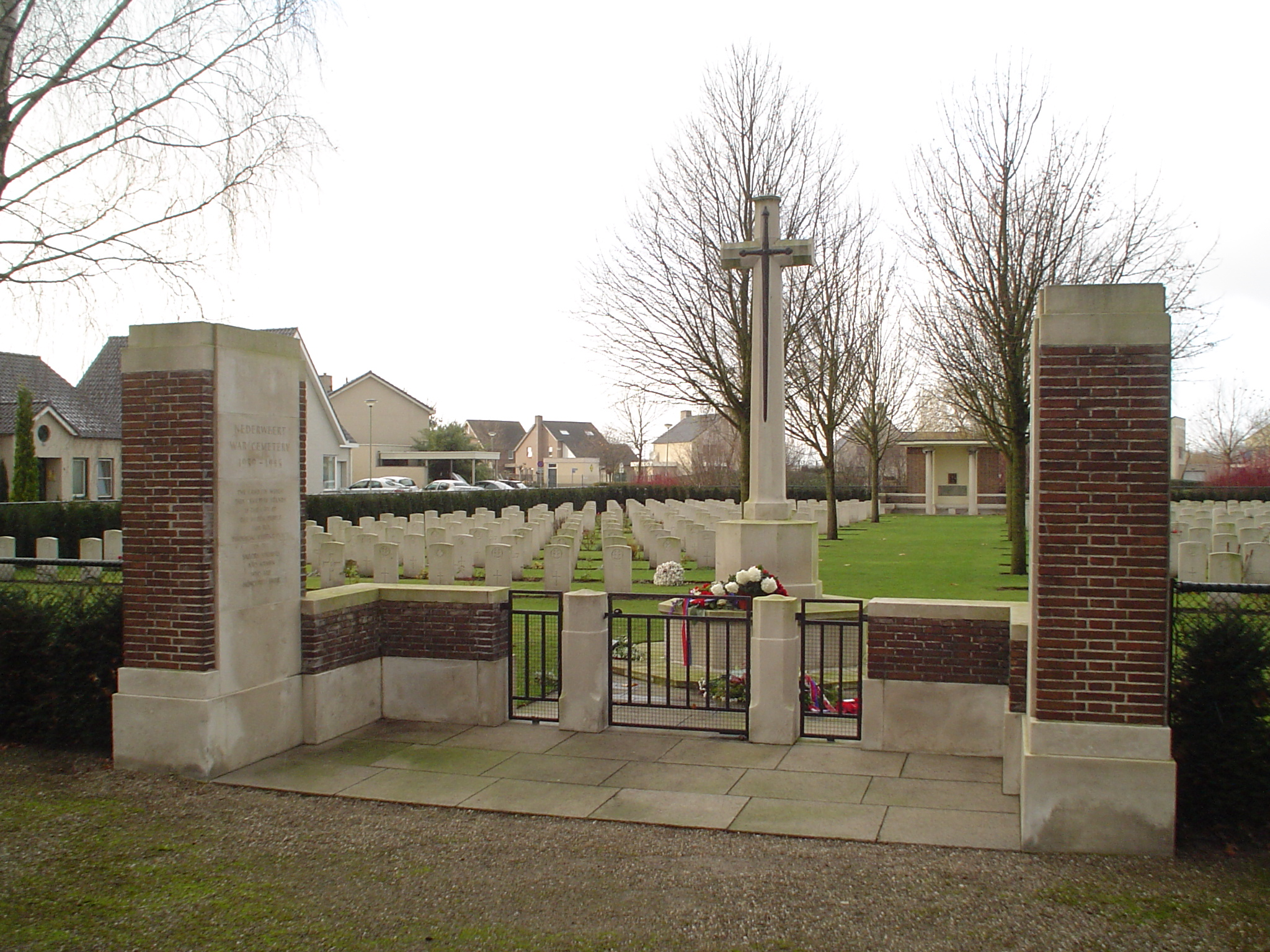
Nederweert War Cemetery
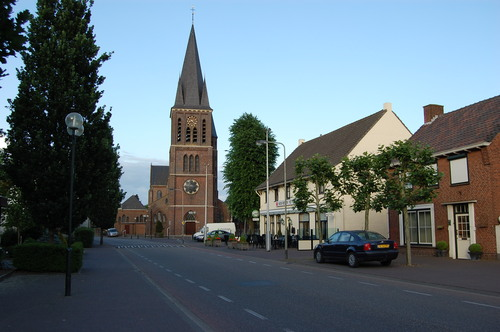
Dorpsaanzicht Ospel
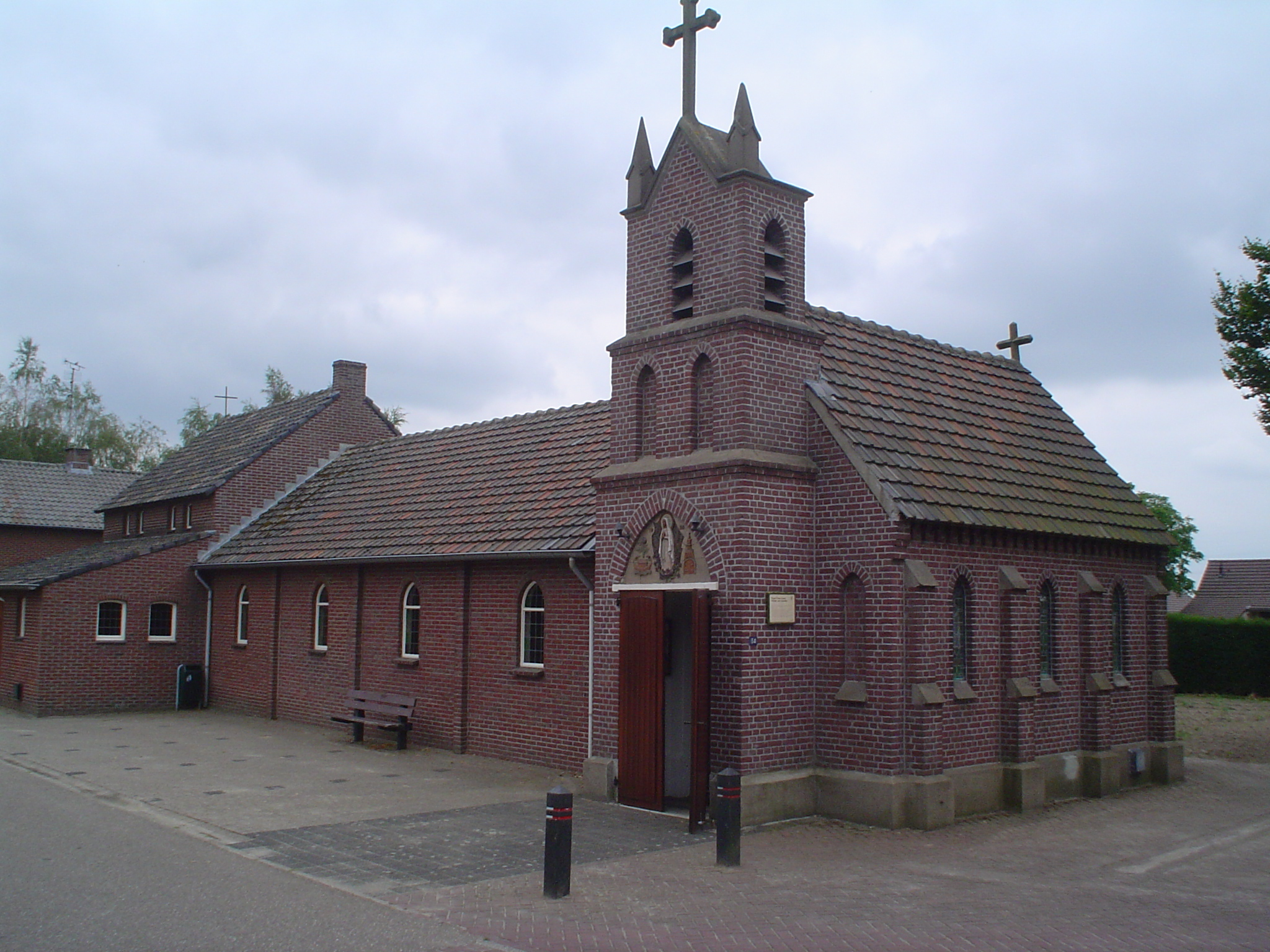
Onze Lieve Vrouwe van Lourdes kerk in Schoor